# Samiullah Khan Dehlavi
Samiullah Khan Dehlavi (* 14. September 1913 in Kathiawar, Maharashtra; † 5. September 1976 in Bad Godesberg) war ein pakistanischer Diplomat.

## Leben
Dehlavi besuchte die Rugby School und studierte an der University of Oxford Philosophy & Economics und wurde 1935 Bachelor und Master.
Er trat am 24. Oktober 1938 in den Indian Civil Service und wurde in Bengalen beschäftigt. 1949 trat er in den Foreign Service of Pakistan und wurde ab 1950 im Ministry of Foreign Affairs von Pakistan beschäftigt. Von 1950 bis 1953 war er Gesandtschaftsrat und zeitweise Geschäftsträger in Paris. Anschließend arbeitete er bis 1957 als Verbindungssekretär im Außenministerium. Nach dieser Tätigkeit war er bis 1961 Botschafter in Rom und gleichzeitig bei der Regierung in Tunis akkreditiert. Von 1961 bis 1963 war Dehlavi Staatssekretär im Außenministerium, bevor er bis 1965 als Botschafter in Kairo und gleichzeitig bei den Regierungen in Tripolis und Aden akkreditiert war. Von 1965 bis 1966 war er Botschafter in Bern und 1966 gleichzeitig bei Enver Hoxha in Tirana akkreditiert. Als Hochkommissar in London und gleichzeitig bei der Regierung in Dublin als Botschafter war er von 1966 bis 1968 akkreditiert. Danach war er bis 1972 Botschafter in Paris, anschließend bis 1975 Botschafter in Moskau. 1972 war er Mitglied der pakistanischen Delegation zur Vorbereitung der Weltkonferenz gegen Rassismus. Von 27. Juni 1975 bis zu seinem Tod war er Botschafter in Bad Godesberg.
1961 wurde er mit dem Großkreuz des Verdienstordens der Italienischen Republik ausgezeichnet, 1967 erhielt er den Sitara-e-Pakistan (Star of Pakistan), 1971 wurde er mit den Order of Hilal-e-Quaid-i-Azam ausgezeichnet. Er heiratete 1938 Genevieve Chantrenne, mit welcher er zwei Söhne hatte.